# ماتلي
ماتلي (بالإنجليزية: Muttley)‏ شخصية خيالية كرتونية، لكلب شرير ضمن عصابة ديك داستاردلي في مسلسل الدب يوغي. واشتهرت هذه الشخصية بالضحكة المستفزة الشامته، وكما يشير اسمه، فماتلي هو كلب هجين ساخر تم تقديمه في النصف الثاني من الحلقة 12 بعنوان «داش تو دلاوير» كخليط يجمع بين الكلب البوليسي وكلب الأرديل وكلب الصيد. وبينما كان كلًا من ماتلي وداستاردلي في طائرتهم، في مشهد عيد ميلاد سباي، يُظهر ماتلي تقويمًا تم تظليل يوم 16 أبريل به، وهو يوم ميلاده.
ظهر ماتلي لأول مرة في سباقات واكي في عام 1968، حيث كان هو صديق اللص الشرير دم داستاردلي. في حين تم إنشاء شخصية Dick كنظير للعالم فات من الفيلم السينمائي السباق العظيم. فتم إقران داستاردلي وماتلي معًا في سلسلة هانا-بارابيرا في وقت لاحق كأشرار متغطرسين.